# Общество помощи России в войне

Обложка программы митинга и концерта в Сивик аудитории Сан-Франциско 22 июня 1944 года. Основной спонсор РУР(Russian War Relief)

Общество помощи России в войне (англ. Russian War Relief, акроним-транслитерация — РУР) — благотворительная организация, созданная в США для сбора средств и помощи России во время Второй мировой войны.

## История и цель создания
После нападения фашистской Германии на Советский Союз президент США, Франклин Делано Рузвельт, предложил СССР предоставить взаймы крупные военные поставки по программе Ленд-лиз. 12 июля 1941 года началась безвозмездная, благотворительная помощь по другой программе: в Нью-Йорке было создано «Общество помощи России в войне» («Russian War Relief» или РУР). В 1941-1945 гг комитеты РУР активно работали более чем в сорока крупных городах США. В сентябре 1941 года они были официально утверждены правительством США. Это была огромная частная, филантропическая компания, деятельность которой состояла в сборе средств в помощь Красной Армии, гражданскому населению и в организации митингов за открытие Второго Фронта.

## Руководство и спонсоры
Председателем РУР был избран известный общественный деятель и просветитель Эдвард Кларк Картер. Он же возглавил Национальный комитет медицинской помощи Советскому Союзу (National Committee for Medical Aid to Soviet Union) и был членом Исполнительного комитета Американо-русского института . В 1942 году председателем РУР стал близкий к правительству Рузвельта известный юрист Аллен Вордвелл. Вице-председателями РУР были: губернатор штата Нью-Йорк, Герберт Леман, мэр Нью-Йорка, Фьюрелла Ла Гуардия; банкир Генри Александер (Henry C. Alexander) и другие общественные деятели. В число спонсоров входили сенаторы, видные адвокаты, банкиры и дипломаты, учёные и лидеры крупных профсоюзов. 20 июня 1942 года республиканец Ф. Ла Гуардия выступил с призывом собрать 6 млн долларов для советских госпиталей.

## Сбор средств: митинги и концерты
Повседневную работу по сбору денежных средств в разных городах выполняли волонтеры. Рядовые, небогатые американцы через РУР вносили деньги в Фонд Красной Армии. Активисты закупали медикаменты, оборудование и инструменты для госпиталей; собирали, упаковывали и отправляли посылки с одеждой и предметами быта. Помощь граждан США в 1941—1945 год была огромной и поистине дружественной. Активную роль в сборе средств играли эмигранты из России, Украины, Белоруссии и других славянских диаспор: рабочие, фермеры и люди творческих профессий. Митрополит Вениамин (Федченков) призвал русскую эмиграцию забыть разногласия. 2 июля 1941 года он выступил на митинге в Медисон Сквер Гарден и был избран почётным председателем РУР.
В 1942 году Сталин, заинтересованный в притоке американской помощи и открытии Второго фронта, командирует советскую молодежную делегацию: герои СССР, снайперы Людмила Павлюченко, Владимир Пчелинцев, и политработник Николай Красавченко. Для воздействия на аудиторию богатых бизнесменов он посылает делегацию от Еврейского антифашистского комитета (Соломон Михоэлс и Ицик Фефер). Посланцы из СССР выступали на массовых митингах в более чем 60 городах, где собирали щедрые пожертвования.
Председателем Еврейского комитета РУР был нобелевский лауреат Альберт Эйнштейн. В списке спонсоров было много деятелей культуры и искусства. Выдающиеся музыканты давали концерты, сборы с которых шли в фонд Красной армии.
Один из комитетов РУР возглавил дирижёр Сергей Александрович Кусевицкий, покинувший Россию в 1920 году.
Как Сергей Рахманинов в Нью-Йорке, Николай Малько в Чикаго, он способствовал в Бостоне сбору средств для помощи Советскому Союзу. Большую материальную поддержку оказывал Кусевицкий Комитету Медицинской помощи СССР (Committee for Medical Aid to the USSR), вице-председателем которого был хорошо знакомый ему скрипач Ефрем Александрович Цимбалист, а среди членов — художник Савелий Сорин, скульпторы Александр Порфирьевич Архипенко и Сергей Тимофеевич Коненков, архиепископ Алеутский и Северо-Американский Макарий. Неоднократно выступал Кусевицкий на разного рода собраниях и митингах музыкантов, стремясь вовлечь их в деятельность РУР по сбору средств для России.
Пианист и композитор Сергей Васильевич Рахманинов дал несколько концертов, весь денежный сбор от которых направил в фонд Красной армии.
Композитор Александр Тихонович Гречанинов, творчество которого имело явную православную и христианскую направленность и шло вразрез с коммунистической идеологией, сочиняет и отправляет в Москву симфоническую поэму «К победе» (1943) и «Элегическую поэму памяти героев»(1944).
Во время войны музыка русских композиторов часто звучала в концертных залах США. Прославленные дирижёры симфонических оркестров Сан-Франциско (Пьер Монтё) и Нью-Йорка (Артуро Тосканини) пропагандировали мощь русской музыки, включая в концерты произведения Дмитрия Шостаковича и Сергея Прокофьева. На многотысячных митингах, организованных на средства РУР, выступали знаменитые голливудские актёры (Чарлз Спенсер Чаплин, Джон Гарфилд, Оливия де Хэвиленд), прославленные музыканты (Иегуди Менухин, Яша Хейфец, Леопольд Стоковский), великие писатели (Генрих Манн и Лион Фейхтвангер).
18 мая 1942 года по инициативе РУР в Civic auditorium города Сан-Франциско состоялся многотысячный митинг. В президиуме рядом с мэром города Анджело Росси сидели американские адмиралы и генералы.
Список богатых спонсоров западного побережья США был опубликован на афише митинга. Чарли Чаплин выступил с требованием открытия Второго Фронта. По его предложению была подготовлена телеграмма президенту Рузвельту. Присутствующие на митинге 10 тысяч американцев поддержали предложение Чаплина нескончаемыми аплодисментами. Великий артист, создатель незабываемого образа стойкости «маленького человека», произнес проникновенно-простые слова:

Я не коммунист, — я просто человек, и думаю, что мне понятна реакция любого другого человека. Коммунисты такие же люди, как мы. Если они теряют руку или ногу, то страдают так же, как и мы, и умирают они точно так же, как мы. Мать коммуниста — такая же женщина, как и всякая мать. Когда она получает трагическое известие о гибели сына, она плачет, как плачут другие матери. Чтобы её понять, мне не надо быть коммунистом.Оригинальный текст (англ.)Comrades! And I mean comrades. I am not a Communist, I am a human being, and I think I know the reactions of human beings. The Communists are no different from anyone else; whether they lose an arm or a leg, they suffer as all of us do, and die as all of us die. And the Communist mother is the same as any other mother. When she receives the tragic news that her sons will not return, she weeps as other mothers weep. I don't have to be a Communist to know that. — Чарли Чаплин "Моя автобиография" 

Момент подписания Чарли Чаплином обращения к президенту США Франклину Рузвельту с требованием открытия Второго фронта 18 мая 1942 г.

Американские граждане, члены РУР, принадлежали к разным национальностям, религиям, расам и политическим убеждениям. Большинство было противниками коммунистической идеологии, но страдания русского народа были им глубоко небезразличны. США — страна эмигрантов известная своими международными благотворительными организациями. Общая сумма безвозмездной помощи собраной РУР была 1,5 миллиарда долларов, а помощь по Ленд-лизу — 9,8 миллиардов долларов США. В ценах того времени это огромные суммы.
Последний многотысячный митинг, посвящённый американо-советской дружбе РУР, провёл в Медисон-сквер-гарден в Нью-Йорке 16 ноября 1944 года. Митинг открыл зам. госсекретаря США Эдвард Стеттинус. С речами выступили: посол Великобритании лорд Галифакс, бывший посол США в СССР Джозеф Дэвис, американский промышленник и судостроитель Генри Кайзер и посол СССР А. А. Громыко.

## Окончание деятельности
После окончания Второй Мировой войны, начавшаяся конфронтация с СССР, привела к тому, что в США деятельность организаций оказывавших помощь Красной армии была признана «антиамериканской».
Известный художник Виктор Михайлович Арнаутов, эмигрировавший в США после разгрома армии Колчака, возглавлял Русско-американское общество и был членом правления РУР в Сан-Франциско. О репрессиях, которым подвергались члены этой организации в США, он написал в своей автобиографии «Жизнь заново».
Владимир Александрович Познер, отец известного журналиста Владимира Владимировича Познера, активно выступал на митингах РУР, после 1946 года он остался без работы, и семья вынуждена была эмигрировать.
В 1947 году Комиссия по расследованию антиамериканской деятельности начинает активную антикоммунистическую кампанию в Голливуде. В период маккартизма (1950—1954) под подозрение попадут широкие слои населения, что войдет в историю как «охота на ведьм». Антифашистские фильмы и выступления Чарли Чаплина ряд сенаторов рассматривал, как «соглашение с коммунистами», и требовал его изгнания из США. В 1952 году Чаплин покинул США. Музыка была причислена к форме советской пропаганды, и произведения русских и советских композиторов перестали исполнять по радио и в концертах.
Помимо людей публичных в трудном положении оказались рядовые американцы, которые вне политики искренне тратили свои сбережения и силы, помогая таким же простым людям в России пережить войну и победить фашизм.
Во время холодной войны и маккартизма в США РУР попал в длинный список организаций коммунистического фронта, куда также вошли комитеты и клубы боровшиеся за гражданские права: свободу слова, против расизма и сегрегации, за равноправие женщин и ряд профсоюзов.
В СССР поставки американской помощи и их объёмы держались правительством в строгой секретности. На русском языке мемуары советских участников РУР были напечатаны только в период перестройки.